# Liste der Biografien/Auk
Liste der Biografien |
Portal Biografien |
Personensuche
# |
A |
B |
C |
D |
E |
F |
G |
H |
I |
J |
K |
L |
M |
N |
O |
P |
Q |
R |
S |
T |
U |
V |
W |
X |
Y |
Z |
?
 
Aa |
Ab |
Ac |
Ad |
Ae |
Af |
Ag |
Ah |
Ai |
Aj |
Ak |
Al |
Am |
An |
Ao |
Ap |
Aq |
Ar |
As |
At |
Au |
Av |
Aw |
Ax |
Ay |
Az
 
Aua |
Aub |
Auc |
Aud |
Aue |
Auf |
Aug |
Auh |
Aui |
Auj |
Auk |
Aul |
Aum |
Aun |
Aup |
Aur |
Aus |
Aut |
Auv |
Auw |
Aux |
Auz
Die Liste der Biografien führt alle Personen auf, die in der deutschsprachigen Wikipedia einen Artikel haben. Dieses ist eine Teilliste mit 14 Einträgen von Personen, deren Namen mit den Buchstaben „Auk“ beginnt.

## Auk

### Auka
- Aukar, Antoine (* 1964), libanesischer Geistlicher, maronitischer Kurienbischof

### Auke
- Auken, Ida (* 1978), dänische Theologin und PolitikerinIda Auken (* 1978)

Ida Auken (* 1978)

- Auken, Jens (1949–2014), dänischer Rechtsanwalt und Bridge-Spieler
- Auken, Margrete (* 1945), dänische Politikerin, MdEP
- Auken, Svend (1943–2009), dänischer sozialdemokratischer Politiker, Mitglied des Folketing
- Auker, Elden (1910–2006), US-amerikanischer Baseball-Spieler
- Aukerman, Milo (* 1963), US-amerikanischer Bandleader und Sänger der Band The Descendents
- Aukes, Ewald (* 1951), deutscher Politiker (FDP), MdHB

### Aukl
- Aukland, Anders (* 1972), norwegischer Skilangläufer
- Aukland, Jørgen (* 1975), norwegischer Skiläufer

### Auko
- Aukongo, Stefanie-Lahya (* 1978), namibisch-deutsche Künstlerin und Schriftstellerin

### Aukr
- Aukrust, Åsmund (* 1985), norwegischer Politiker
- Aukrust, Olav (1883–1929), norwegischer Lyriker

### Aukw
- Aukwai, Ben Ariel (* 1986), salomonischer Fußballschiedsrichter